# Air Seychelles
Air Seychelles je seychelská letecká společnost. Vlastní ji seychelská vláda (ze 60 %) a Etihad Airways (ze 40 %). V roce 2014 měla 650 zaměstnanců. Většinu svých letů provozuje mezi ostrovy na Seychelách.

## Flotila
| Letadlo                         | Počet | Objednávky | Cestující | Cestující | Cestující | Poznámky                   |
| Letadlo                         | Počet | Objednávky | J         | Y         | Total     | Poznámky                   |
| ------------------------------- | ----- | ---------- | --------- | --------- | --------- | -------------------------- |
| Airbus A320-200                 | 2     | —          | 16        | 120       | 136       | Budou vyřazeny v roce 2019 |
| Airbus A320neo                  | —     | 2          | —         | —         | 174       | Budou zařazeny v roce 2019 |
| Viking Air DHC-6-400 Twin Otter | 5     | —          | —         | 19        | 19        |                            |
| Total                           | 7     | 2          |           |           |           |                            |